# Adam Dotzauer
Adam Dotzauer (ur. 17 grudnia 1924 we Lwowie, zm. 21 czerwca 2003 we Wrocławiu) – lekkoatleta (Wisła Kraków i AZS Wrocław) i trener lekkiej atletyki, szybownik; nauczyciel wychowania fizycznego, działacz społeczny.

## Życiorys
Urodzony w zamożnej rodzinie, syn Juliana, majora Wojska Polskiego, kawalera Virtuti Militari i Marii Dotzauerów. W dzieciństwie i młodości mieszkał z rodzicami m.in. w Kowlu, Łomży, Grudziądzu i Lwowie. Po wojnie początkowo (przez rok akademicki 1945/1946) studiował w Krakowie, na Uniwersytecie Jagiellońskim (w Studium Wychowania Fizycznego), a w 1946 przeniósł się do Wrocławia, gdzie podjął studia na uczelni we Wrocławiu, na wydziale Medycyny Weterynaryjnej (równolegle na Wydziale Lekarskim Studium Wychowania Fizycznego). Studia ukończył w roku 1951 pracą magisterską pt. „Wpływ sportu na charakter” i zamieszkał we Wrocławiu do końca życia.
We Wrocławiu jeszcze w czasie studiów uczył wychowania fizycznego m.in. w Liceum Budowlanym i w Technikum Mechaniczno-Energetycznym. Później w latach 1952–1961 pracował w Studium Wychowania Fizycznego Politechniki Wrocławskiej. Następnie wrócił do szkolnictwa średniego, pracował jako nauczyciel WF w II Liceum Ogólnokształcącym we Wrocławiu, w którym był też opiekunem SKS. Organizował również obozy narciarskie dla młodzieży. Sukcesy sportowe uczniów i absolwentów tego liceum osiągane pod kierunkiem Adama Dotzauera zaowocowały w 1968 przyznaniem II LO miana szkoły sportowej (wówczas jednej trzech w Polsce szkół średnich, w których utworzono klasy z rozszerzonym programem WF).
Adam Dotzauer był nauczycielem m.in. Tadeusza Ruta (późniejszego medalisty olimpijskiego w rzucie młotem), rekordzisty świata w pływaniu Marka Petrusewicza, rekordzisty Polski w pływaniu i reprezentanta kraju na igrzyskach olimpijskich Jacka Krawczyka, rekordzistki Polski w skoku wzwyż Danuty Rączewskiej, rekordzisty Polski w skoku wzwyż Zbigniewa Lewandowskiego, rekordzisty Polski w skoku o tyczce Janusza Gronowskiego, reprezentanta Polski w koszykówce Jacka Kalinowskiego.
Adam Dotzauer był także instruktorem szybownictwa (wśród swoich podopiecznych wybrał i wyszkolił w podstawach tego sportu m.in. Andrzeja Moszczyńskiego i Stanisława Witka, którzy uzyskali później złote odznaki z trzema diamentami) i instruktorem narciarstwa.
W 1982 roku Adam Dotzauer został oddelegowany na stanowisko starszego wizytatora i metodyka sportu, do Kuratorium Oświaty i Wychowania. Pracował tam do emerytury, na którą przeszedł w styczniu 1983.
Adam Dotzauer w 1954 roku ożenił się z Krystyną (poznał ją parę lat wcześniej na obozie narciarskim w Zakopanem), która zatrudniona była w poznańskiej WSWF; małżeństwo to jednak przetrwało bardzo krótko i zakończyło się rozwodem. Miał siostrę (na imię miała również Krystyna), która studiowała we Wrocławiu medycynę, ale z przyczyn rodzinnych, pomimo ukończenia studiów medycznych pracowała w innym zawodzie. Matka Adama i Krystyny, Maria Dotzauer, po wojnie pracowała w Krakowie jako główna księgowa, a w ostatnich latach życia (dożyła wieku blisko 92 lat) zamieszkała we Wrocławiu.
Po śmierci Adam Dotzauer pochowany został na Cmentarzu Grabiszyńskim we Wrocławiu 27 czerwca 2003 (pole/grób/rząd: 20/1121/29), w rodzinnym grobie, wspólnym z obojgiem rodziców i siostrą Krystyną.